# Никола Наумов
 Тази статия е за българския революционер.  За политика от Република Македония вижте Никола Наумов (кмет).  
Никола Наумов е български революционер, дипломат и журналист, деец на Върховния македоно-одрински комитет и Вътрешната македоно-одринска революционна организация.

## Биография
Наумов е роден около 1871 година в град Щип, тогава в Османската империя, днес в Северна Македония. Учи в българската гимназия в Солун, но е изключен за участие в ученическия бунт в 1887 година. Продължава обучението си в сръбската столица Белград. Следва висше образование в Софийския университет „Свети Климент Охридски“, от който е изключен след убийството на министър Христо Белчев в 1891 година. В София е член на Младата македонска книжовна дружина. От 1891 година до лятото на 1894 година е учител в различни селища в Македония, включително в Солун.
От 1894 до 1903 година заедно с Тома Карайовов издава вестник „Право“. С него издава и вестник „Автономия“. През декември 1895 година е делегат от Софийското македонско дружество на ІІ конгрес на Македонската организация. На III конгрес през ноември 1896 година е избран за резервен член на Върховния комитет. На следната 1897 година става секретар на Българското търговско агентство в Скопие. Делегат е на ІХ (юли - август 1901) и Х конгрес (юли - август 1902) на Върховния комитет, като е привърженик на Борис Сарафов. При разцеплението подкрепя крилото на Христо Станишев и Тома Карайовов. Христо Силянов пише:
| „ | ...Т. Карайововъ и Ник. Наумовъ — първиятъ силенъ съ диалектиката си, вториятъ — съ язвителния си езикъ, бѣха главнитѣ пера, които изнасяха идейната и обикновената вестникарска полемика срещу „върховизма“. | “ |

През май 1903 година влиза в Македония с четата на Яне Сандански. В 1904 година е сред редакторите на Мемоара на Вътрешната организация. От 1905 до 1907 година издава легалния политически орган на ВМОРО списание „Македоно-одрински преглед“. След Хуриета в 1908 година е кореспондент на Министерството на външните работи в Солун. Опитва се да помири десницата и санданистите във ВМОРО, но е член на Съюза на българските конституционни клубове.
Делегат е от Щип на Първия общ събор на Българската матица в Солун от 20 до 22 април 1910 година.
Издава вестник „Право“ (1910 - 1913), който се стреми към обединение на революционните фракции. В 1913 година редактира вестник „Изгрев“, а от 1913 до 1915 година вестник „Политика“. Депутат е в XVII обикновено народно събрание (1914-1919) от Струмишки окръг.